# ヴェネツィア憲章
ヴェネツィア憲章（ヴェネツィアけんしょう）は、歴史的建造物の保存・修復に関わるユネスコの憲章である。（記念建造物および遺跡の保全と修復のための国際憲章）
1964年、ヴェネツィアで開催された第2回歴史的記念物の建築家・技術者国際会議において採択され、アテネ憲章（1931年）を批判的に継承した国際憲章である。この理念に基づき、翌1965年、国際記念物遺跡会議（イコモス ICOMOS International Council on Monuments and Sites）が設立された。イコモスは世界遺産の選定を行っている。
歴史的建造物を修復する場合は建設当初の部材を尊重すること、損なわれた箇所を補足する場合は推測ではなく科学的な根拠のある復元とすること、当初からの部材と修復された部分が明確に区別できるようにすることなど、保存・修復にあたっての基本的な理念が記述されている。